# Église Saint-Louis d'Uza
Pour les articles homonymes, voir Église Saint-Louis.
L'église Saint-Louis est un lieu de culte catholique situé sur la commune d’Uza, dans le département français des Landes. De style néogothique, elle est bâtie de 1867 à 1869. Elle est inscrite aux Monuments historiques le 18 juillet 2003,.

## Présentation

### Historique
La vicomté d'Uza est à l'origine un simple hameau, dont  le territoire s'étend  sur les paroisses de Lévignacq, Lit-et-Mixe et Saint-Julien-en-Born. La fondation de la forge d'Uza en 1759 par la famille de Lur-Saluces, seigneurs d'Uza, fixe en ce lieu une population d'ouvriers qui, pour se rendre à l'office religieux, a le choix entre un de ces trois villages ou la chapelle privée du château d'Uza, appartenant à cette même famille. Mais cette chapelle devient rapidement trop exiguë pour accueillir tous les fidèles, compte tenu du nombre croissant d'ouvriers 
Uza est érigé en paroisse indépendante le 6 septembre 1865. Romain-Bertrand de Lur-Saluces s'engage dès lors à faire construire à ses frais une église dédiée à saint Louis pourvue de tous les ornements nécessaires au culte et un presbytère, conformément à sa foi chrétienne et à son orientation politique favorable au légitimisme .
C'est ainsi que l'église Saint-Louis d'Uza, d'une capacité de 500 à 600 places, est bâtie selon le style néogothique par l'architecte bordelais Louis-Michel Garros entre 1867 et 1869 pour un budget de 150 000 francs. Louis-Michel Garros travaille principalement pour de grandes familles du vignoble bordelais pour lesquelles il édifie des châteaux viticoles mais bâtit également quelques édifices religieux, comme l'église Notre-Dame-des-Passes et le couvent Saint-Elme à Arcachon ou le couvent Saint-Pierre à Talence.
Le 6 mai 1867, Louis-Marie Épivent, évêque d'Aire et Dax, pose la première pierre de l'église d'Uza en présence du directeur, des ouvriers et employés des forges d'Uza. Les travaux s'achèvent deux ans plus tard et le 18 janvier 1870, Uza devient une  commune à part entière de 1286 hectares comptant 680 habitants.
Le fondateur de l'église Saint-Louis, Romain-Bertrand de Lur-Saluces, ne verra pas son œuvre achevée, il décède dans son domaine de château Filhot le lendemain du démarrage du chantier.
Le premier curé d'Uza se nomme Dominique-Emile Lartigue. Sa mémoire est honorée le 8 octobre 1883 à l'occasion d'une cérémonie où une plaque de marbre est posée par Louis-Eugène-Amédée de Lur-Saluces dans l'église Saint-Louis.

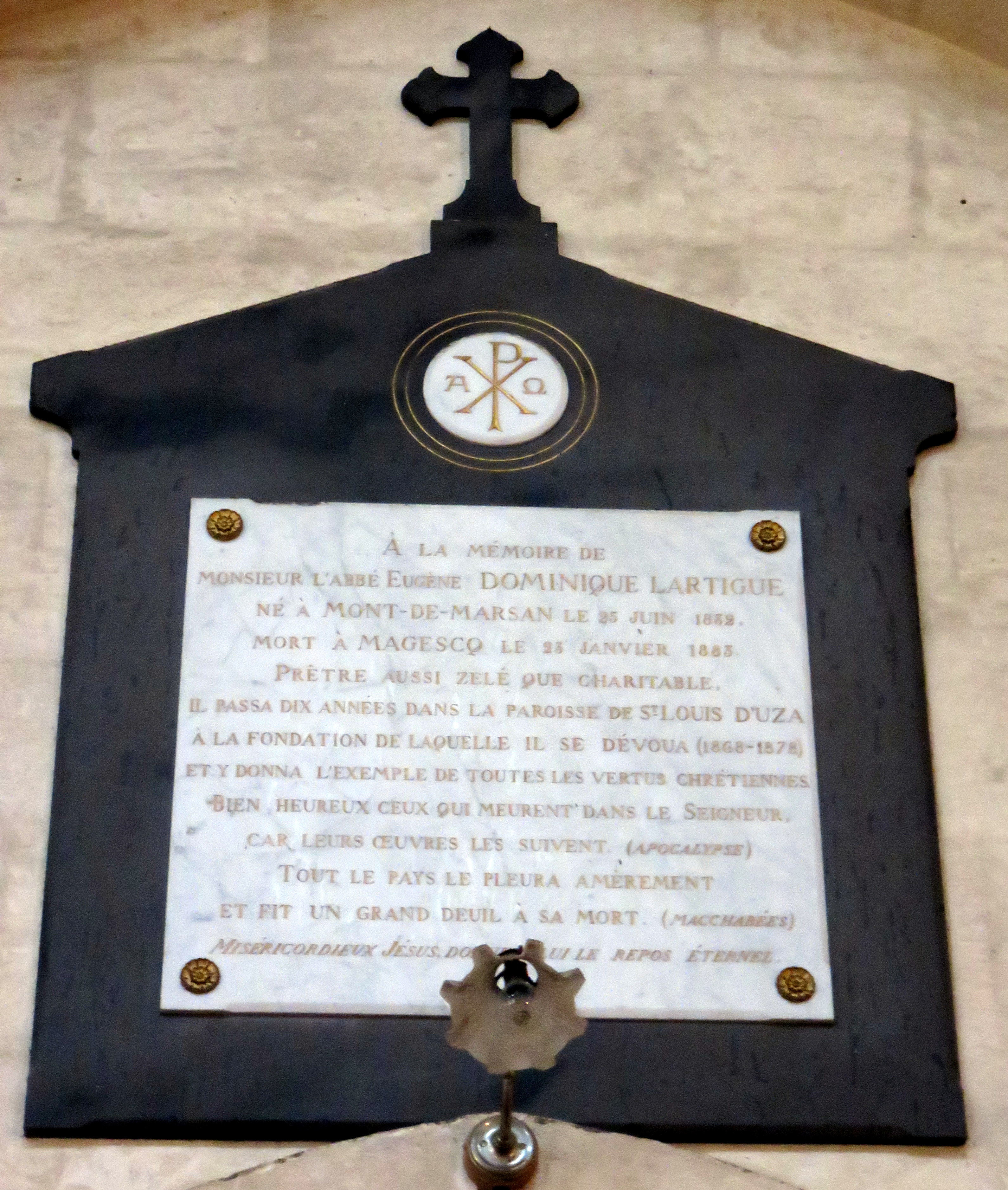
Plaque honorant la mémoire du premier curé d'Uza

L'église reste la propriété de la famille de Lur-Saluces jusqu’au 18 juin 1986, date à laquelle le comte Alexandre de Lur-Saluces la cède à la commune d'Uza pour le franc symbolique.

### Description
La façade occidentale est marquée par un clocher-porche ouvrant sur une nef rectangulaire à trois travées, puis sur une croisée de faux transept menant à un chœur  en abside semi-circulaire. La pièce maîtresse du chœur est l'autel provenant de l'atelier de Jean-Alexandre Chertier. Le chœur est cantonné au nord et au sud de deux chapelles latérales se terminant en abside, constituant ainsi un chevet de type bénédictin.

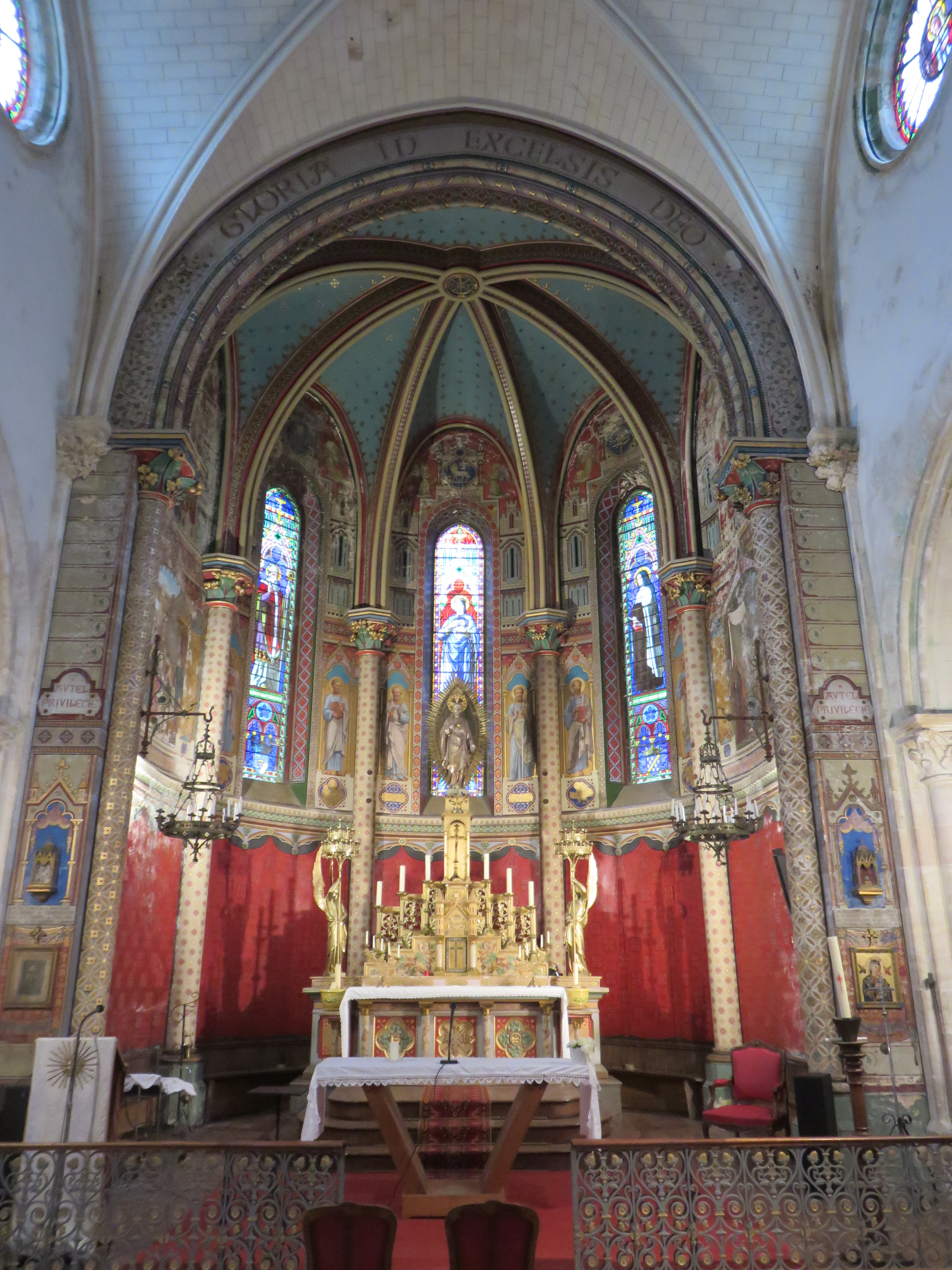
Chœur et autel
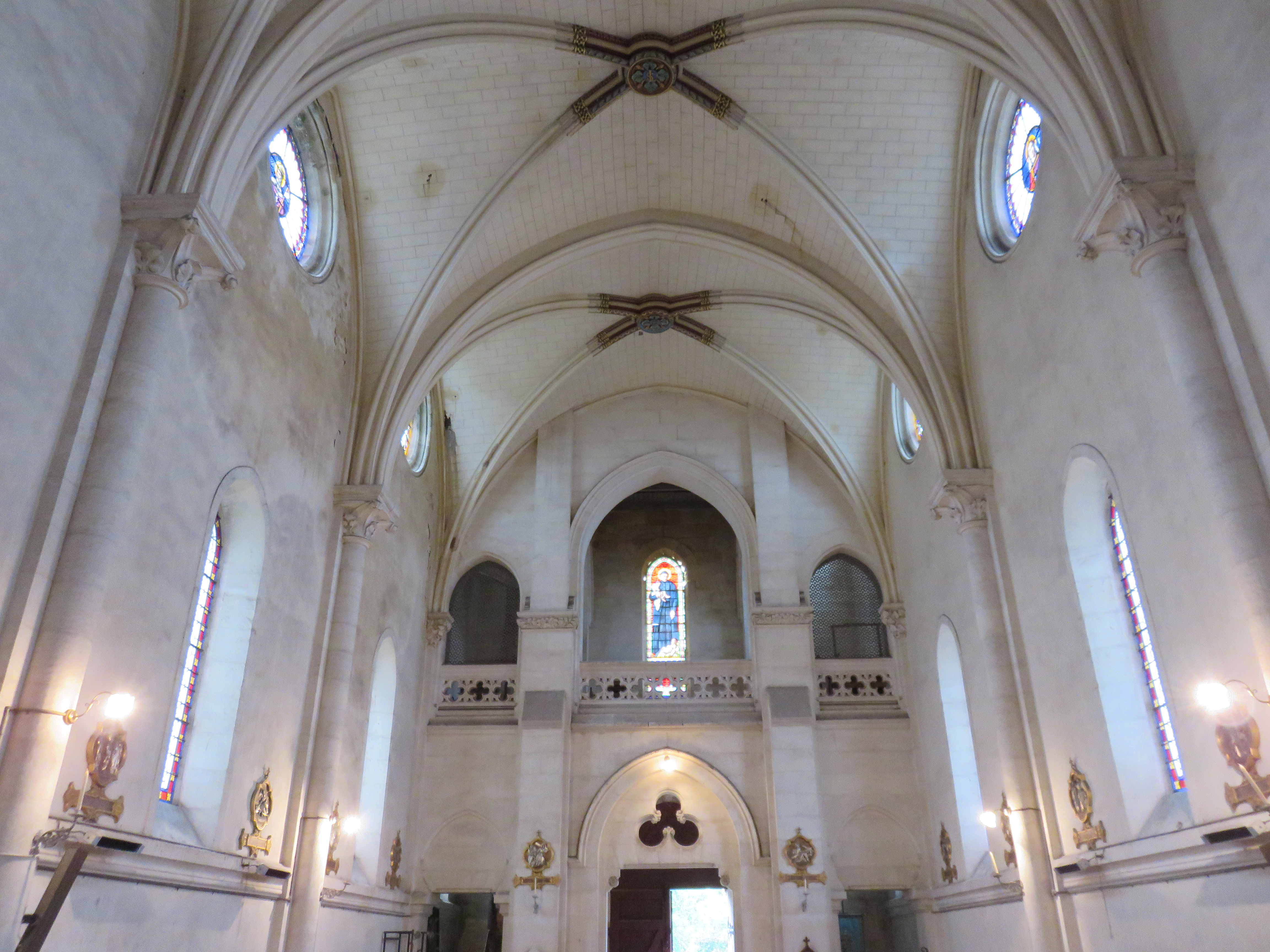
Nef

#### Statues
Trois statues en bois peint finement sculpté se trouvent à l'intérieur. Datant du XVIe siècle, elles proviennent toutes trois de l'ancienne chapelle de Contis, détruite en 1855, et représentent respectivement Notre-Dame de Contis, sainte Anne et sainte Marie-Madeleine.
Notre-Dame de Contis
Cette statue en bois sculpté peint et doré de 85 cm de haut représente la Vierge à l'Enfant et date du XVIe siècle. Les mains et les attributs en laiton doré comme la couronne et le sceptre ont été rapportes au XIXe siècle. Marie est présentée debout, couronnée et portant l'Enfant Jésus sur son bras gauche et tenant un sceptre à fleur de lys dans sa main droite. Elle est vêtue d'une robe au corsage plissé, d'un ample manteau et d'un voile retombant en pointe sur son front. L'enfant tend sa main vers le menton de sa mère dans un geste d'une infinie douceur.
L'œuvre est placée sur un piédestal en bois doré supporté par deux colonnes jumelées et sous un dais néogothique à quatre colonnettes, arcs trilobés, gables et toit en double bâtière orné de cabochons en verre coloré rouge et vert. L'ensemble a été réalisé en 1870.
Marie-Madeleine
Marie-Madeleine est placée en pendant de la statue de la Vierge, également de bois.
Elle est de la même facture que la précédente et date de la fin du XVe siècle ou du début du XVIe siècle. La polychromie date du XIXe siècle. Marie-Madeleine est présentée debout dans l'attitude de la marche, pieds nus, et modestement vêtue. Elle porte une robe brune simplement serrée à la taille, couverte d'un manteau vert. Son visage est ceint d'une guimpe blanche protégé par voile brun. Elle tend sa main droite en avant et présente de la gauche son attribut traditionnel, le vase de parfum rappelant l'épisode du repas chez Simon.
Sainte Anne
De part et d'autre des statues de la Vierge et de Marie Madeleine, la statue de sainte Anne provient également de la chapelle de Contis. La statue de bois est datée de la même époque que les deux autres. Sainte Anne est présentée debout vêtue d'une robe serrée à la taille par une ceinture. Elle porte une guimpe blanche et sa tête est couverte d'un long voile bleu vert doublé de rouge et semé de fleurs, faisant manteau. Elle tient dans sa main gauche un livre évoquant sa mission d'éducation auprès de sa fille à qui elle apprit a lire et dans la droite, une quenouille (en laiton argente moderne), rappelant que sainte Anne forma Marie, selon les évangiles apocryphes, aux activités féminines. C'est pendant la durée de son éducation au Temple que Marie aurait appris à tisser.

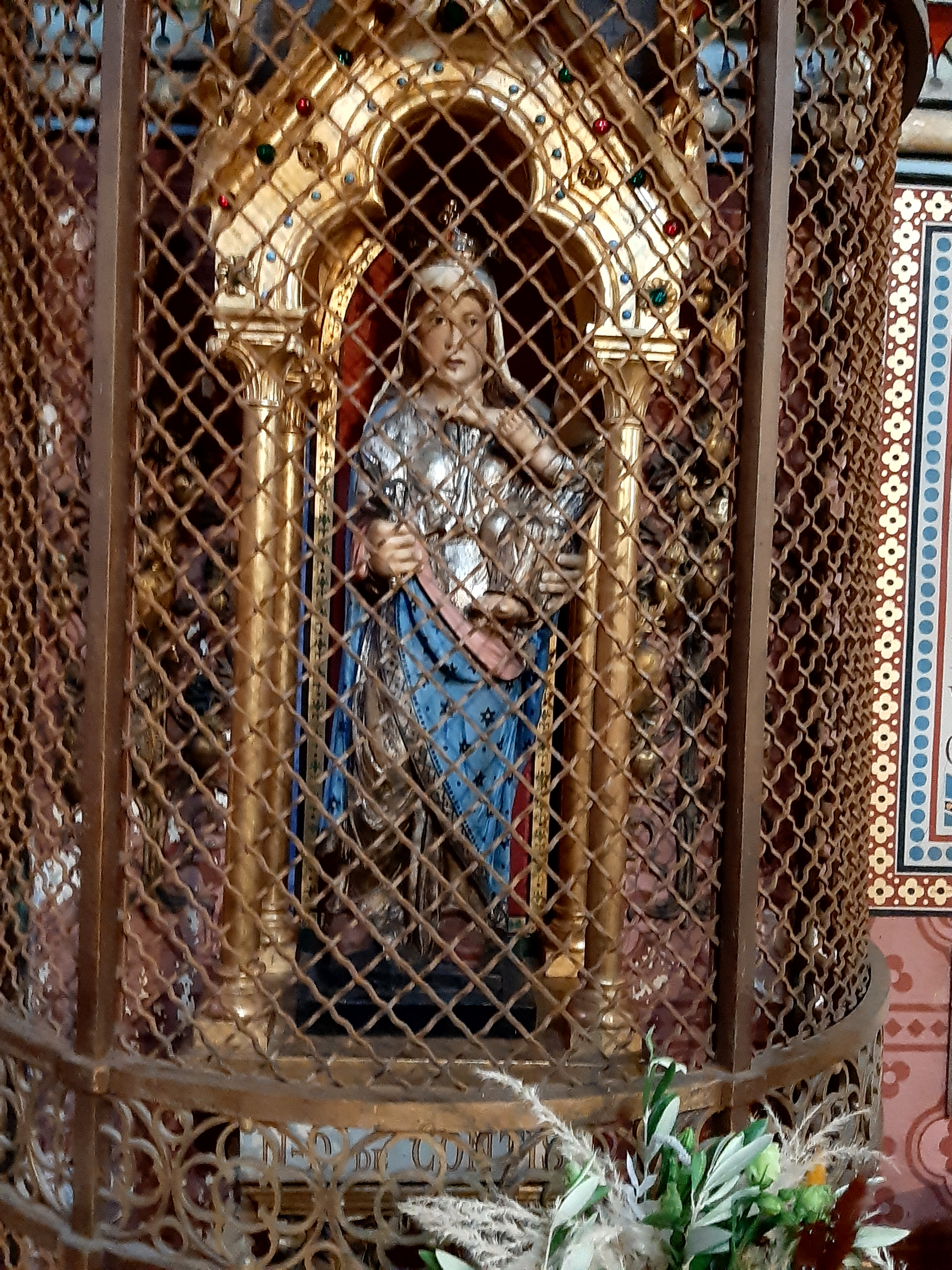
Notre-Dame de Contis
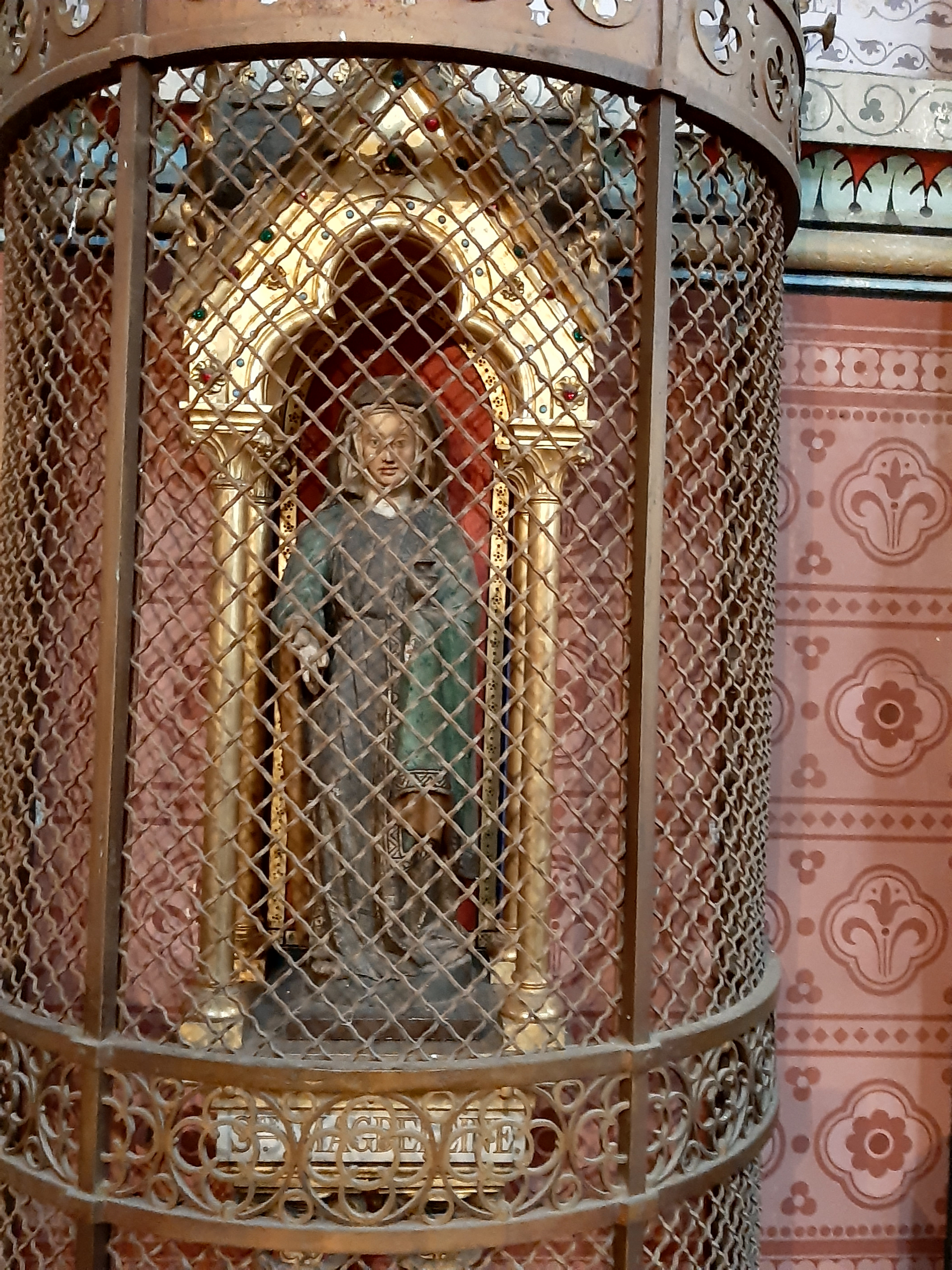
Sainte Marie-Madeleine
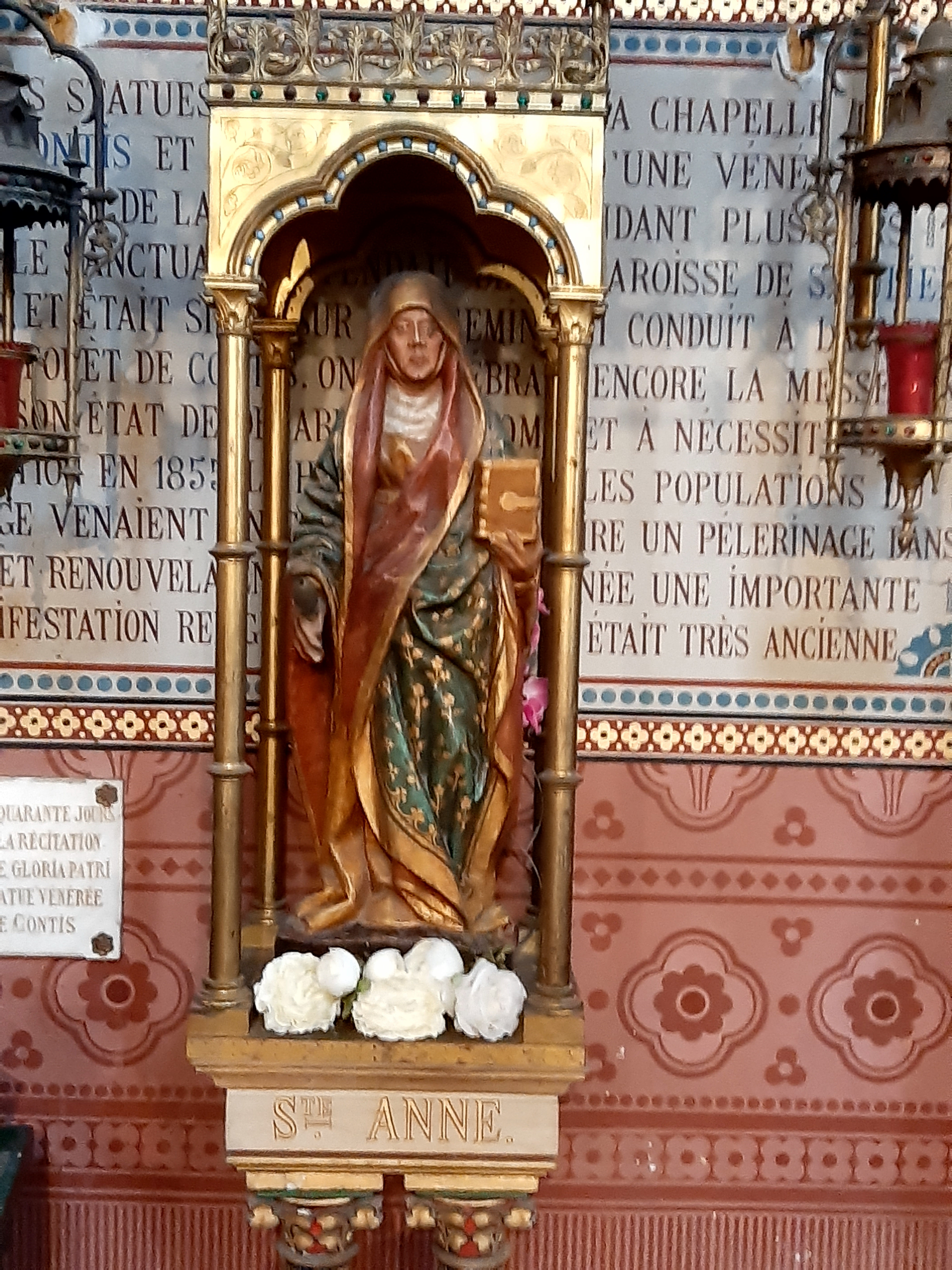
Sainte-Anne

Notre-Dame d'Aquitaine
Dans la nef, à droite, contre le pilier qui précède le chœur, se trouve une statue de la Vierge en bois lamé d'argent. Il s'agit d'une réduction en noir de Notre-Dame d'Aquitaine, statue réalisée par Jean-Alexandre Chertier qui domine le sommet de la tour Pey Berland à Bordeaux (qui elle est en métal doré). En arrière de l'autel se dresse une statue du Sacré-Cœur, en bois lamé d'argent.

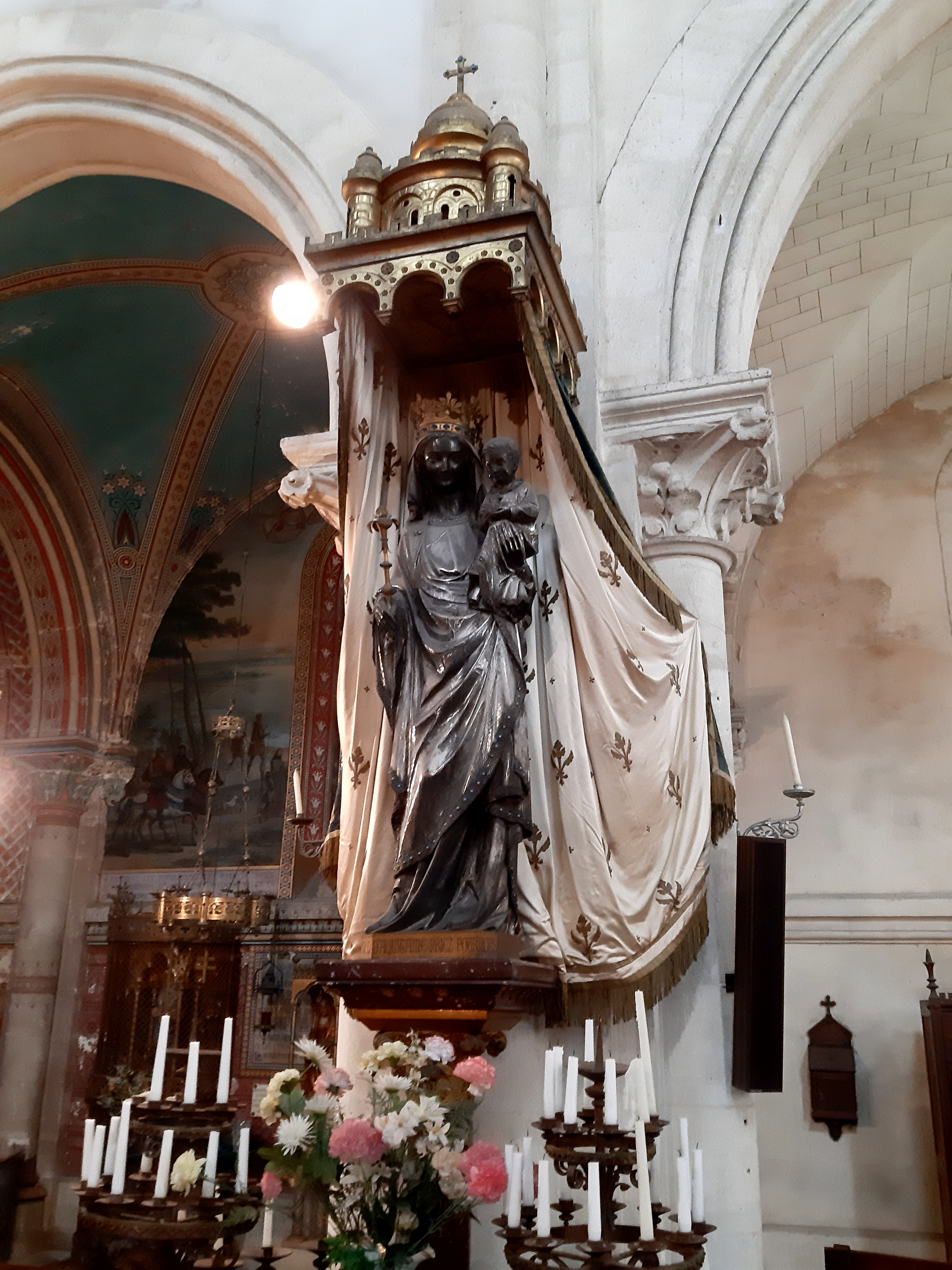
Notre-Dame d'Aquitaine

#### Chapelles latérales
Chapelle Saint-Louis au nord
Cette chapelle est celle dans laquelle la famille de Lur-Saluces assistait à l'office. La peinture recouvre la totalité de ses murs. Selon une composition semblable à la chapelle sud, le registre inférieur s'orne de tentures feintes semées de monogrammes SL et de couronnes à pointes. Le registre supérieur, de part et d'autre des baies, présente des rinceaux avec des roses sur fond or. Le cul-de-four, quant à lui, présente un semi d'étoiles dorées sur fond bleu, une colombe du Saint-Esprit dans un médaillon circulaire et des bouquets de roses dans les écoinçons des baies complètent ce décor.
Chapelle de la Vierge au sud
Cette chapelle est celle où le directeur de la forge d'Uza et sa famille assistaient à l'office. L'absidiole de la chapelle de la Vierge est entièrement peinte. Au registre inférieur se trouvent des tentures feintes semées de monogrammes MA et de lys; au registre supérieur se déploient de part et d'autre des baies, des bouquets de lys dans des vases sur fond d'or. Sur le cul-de-four de l'absidiole, un ange présentant un phylactère sur lequel on peut lire « AVE MARIA GRATIA PLENE », se détache sur un fond bleu semé d'étoiles dorées. L'autel de forme rectangulaire est posé sur une estrade de bois. Sa façade est ornée de branches de fleur de lys doré sur fond bleu, encadrés de quadrilobes. Sur la table d'autel est un tabernacle dont la porte de métal doré représente un Agnus Dei.
Le sujet majeur de cette chapelle est ce grand décor historié sur le mur sud signé G. Vincent et réalisé en 1890 qui évoque le pèlerinage à Notre-Dame de Contis. Il épouse le cintre de la voûte de part et d'autre de la verrière de Dagrand. Sur la partie gauche, des cavaliers en costume médiéval, des femmes tenant des enfants par la main, et des bergers landais sur leurs échasses marchent en direction de la petite chapelle de Contis que l'on aperçoit au loin sur le panneau de droite. Le château d'Uza apparaît sous sa forme médiévale. Le décor à l'ouest montre des pèlerins du XIXe siècle se rendant à Contis : une famille de paysans, une femme et un enfant montés sur un mulet, un berger au repos au pied d'un pin et dans le lointain une foule de fidèles se rendent sur le lieu de pèlerinage situé sur le bord du littoral. On aperçoit la fontaine de la Madeleine. Le plan d'eau du centre est l'ancien étang de Lit, déjà asséché au moment de la réalisation de la fresque.
L'origine de ce pèlerinage remonte probablement au Moyen Âge, comme veut bien nous le rappeler le peintre. On a connaissance de l'existence au XVIe siècle d'une chapelle dans la paroisse de Lit, dédiée à Marie-Madeleine, qui était la possession des Hospitaliers de Malte. La Commanderie de Bordeaux en possédait également une sur l'autre rive du courant de Contis. Le pèlerinage prit des allures peu orthodoxes au XVIIe siècle, et le cardinal de Sourdis, archevêque de Bordeaux, tenta de fermer la chapelle et le la soustraire au vicomte d'Uza.
Sous le registre historié une inscription éclaire le sujet : COMMENT LES POPULATIONS DES PAYS DU BORN ET DU MERENSIN SE RENDAIENT
PIEUSEMENT ET EN GRAND NOMBRE AU PELERINAGE DE ND DE CONTIS. INDICATION DES PRINCIPALES FETES DE CE SANCTUAIRE VENERE : STE
MAGDELEINE 22 JUILLET, STE ANNE 26 JUILLET, NATIVITE DE LA VIERGE 8 SEPTEMBRE. Une banderole se déploie au-dessus de la baie de la deuxième travée de la chapelle sur laquelle est inscrit le quatrième verset de l'Ave Maria Stella : Mostra. TE, ESSE. MATREM.

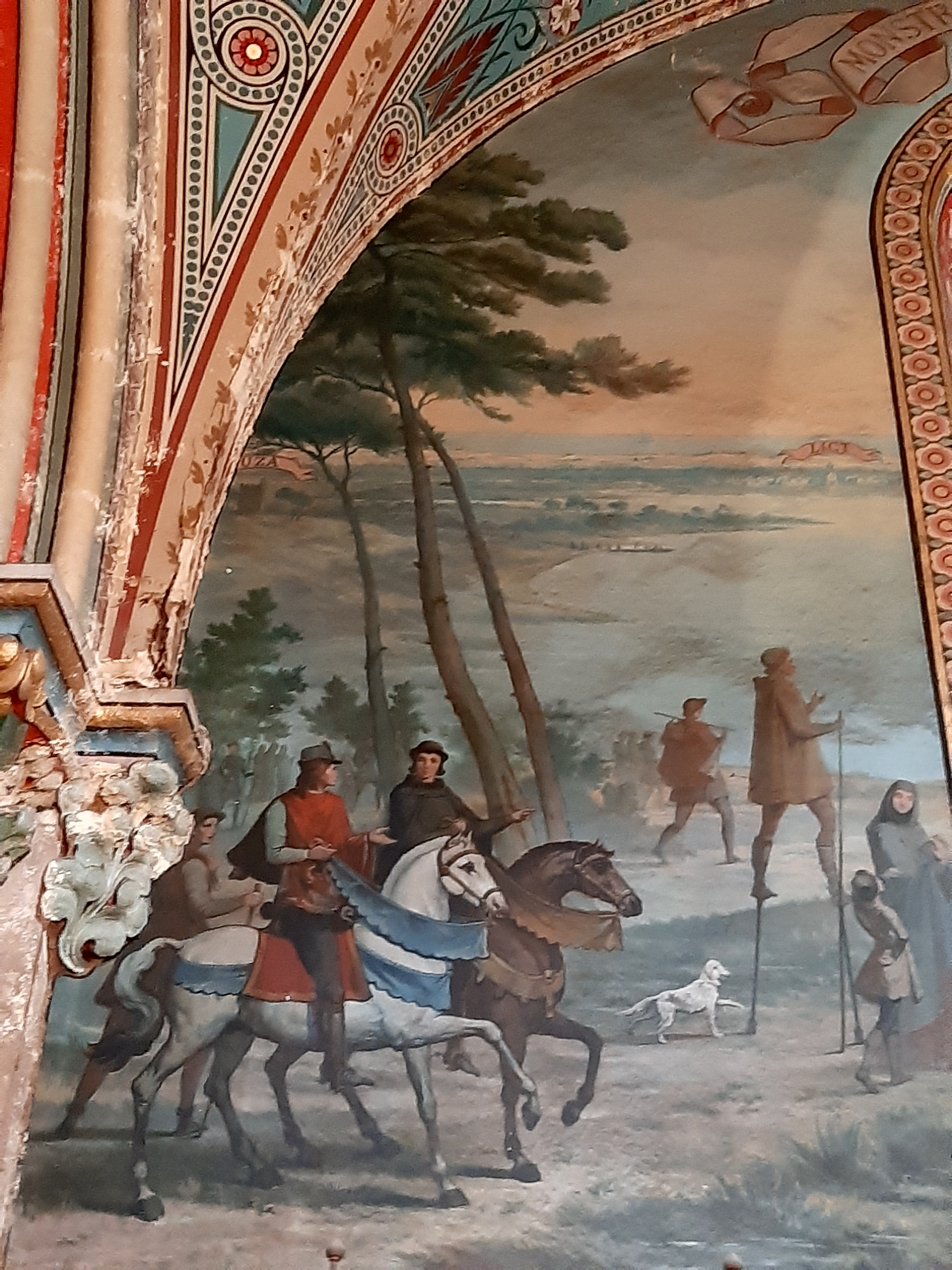
Fresque de la chapelle sud : scène médiévale
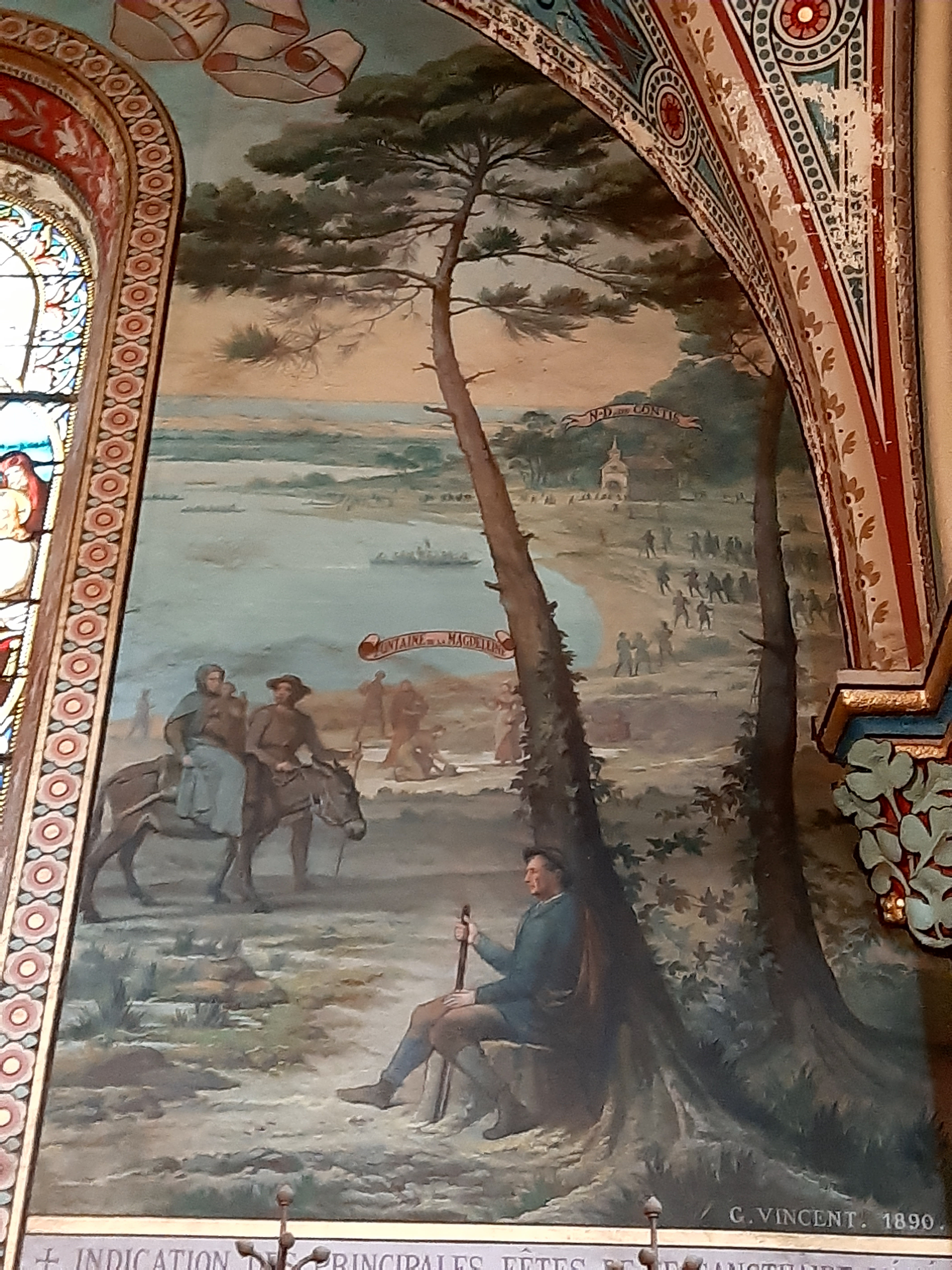
Fresque de la chapelle sud : scène du XIXe siècle